# Pimp C
Pimp C, nome artístico de Chad Lamont Butler (Crowley, 29 de dezembro de 1973 — West Hollywood, 4 de dezembro de 2007), foi um rapper e produtor musical americano.
Foi membro do duo de hip hop UGK, junto com Bun B, que teve sucesso no final dos anos 90 e início dos anos 2000, e que apareceu em singles como "Big Pimpin'" de Jay-Z (2000) e "Sippin' on Some Sizzurp" de Three 6 Mafia (2000).
Em 2002, foi condenado a oito anos de prisão. Sua prisão foi muito protestada pela comunidade hip hop, que imediatamente iniciou a campanha "Free Pimp C". Enquanto estava preso, a Rap-a-Lot Records lançou o seu primeiro álbum solo, The Sweet James Jones Stories em março de 2005, composto em sua maioria de gravações inéditas.
Em 30 dezembro de 2005, ele foi libertado da prisão e colocado em liberdade condicional até dezembro de 2009. Seu segundo álbum de estúdio, Pimpalation, foi lançado em 13 de junho de 2006. Pimp faleceu em 4 de dezembro de 2007 aos 33 anos de idade, foi encontrado morto em um quarto de hotel em Los Angeles, e de acordo com o Los Angeles County Coroner, sofreu uma overdose acidental.

## Discografia

### Álbuns de estúdio
- 2005 - Sweet James Jones Stories
- 2006 - Pimpalation

### Coletânea
- 2008 - Greatest Hits

### Álbuns de estúdio comUGK
- 1992 - Too Hard to Swallow
- 1994 - Super Tight
- 1996 - Ridin' Dirty
- 2001 - Dirty Money
- 2007 - Underground Kingz

### Singles
Solo
| Ano  | Título                                               | Posições nas paradas | Álbum                     |
| Ano  | Título                                               | EUA R&B              | Álbum                     |
| ---- | ---------------------------------------------------- | -------------------- | ------------------------- |
| 2005 | "I's a Playa" (feat. Bun B, Twista, and Z-Ro)        | 105                  | Sweet James Jones Stories |
| 2006 | "I'm Free"                                           | —                    | Pimpalation               |
| 2006 | "Pourin' Up" (featuring Mike Jones & Bun B)          | 103                  | Pimpalation               |
| 2006 | "Knockin' Doorz Down" (featuring P.O.P. & Lil' Keke) | 108                  | Pimpalation               |

### Videoclipes
| Ano  | Título                | Diretor        |
| ---- | --------------------- | -------------- |
| 2006 | "Pourin' Up"          | Mr. Boomtown   |
| 2007 | "Knockin' Doorz Down" | Benny Matthews |